# Hans Jörg Urban
Hans Jörg Urban (* 18. September 1940 in Buenos Aires; † 13. August 2021 in Paderborn) war ein deutscher römisch-katholischer Theologe und Ökumeniker. Er war von 1975 bis 2003 Direktor am Johann-Adam-Möhler-Institut für Ökumenik und Professor am Priesterseminar in Paderborn.

## Leben
Hans Jörg Urban studierte in München katholische Theologie und war ab 1969 Assistent bei Joseph Lortz am Institut für Europäische Geschichte in Mainz. 1970 wurde er an der Theologischen Hochschule Sant’Anselmo in Rom mit einer Arbeit über die Lehrautorität der Kirche in der zeitgenössischen evangelischen Theologie zum Dr. theol. promoviert.
Auf Anregung des Paderborner Erzbischofs Lorenz Kardinal Jaeger war er von 1972 bis 1975 erster Beauftragter der Deutschen Bischofskonferenz in der Ökumenischen Centrale der Arbeitsgemeinschaft Christlicher Kirchen in Deutschland. Von 1975 bis 2003 war er Professor am Priesterseminar Paderborn und Direktor am Johann-Adam-Möhler-Institut für Ökumenik. 1978 übernahm er zusätzlich die Schriftleitung der Vierteljahresschrift „Catholica“ des Instituts. Urban gehörte vielen ökumenischen Arbeitsgruppen und Gremien an, darunter von 2004 bis 2016 der Internationalen Dialogkommission zwischen dem Päpstlichen Rat zur Förderung der Einheit der Christen und der Utrechter Union der Altkatholischen Kirchen.
Neben verschiedenen Publikationen zu ökumenischen Fragen war er Herausgeber des Handbuchs der Ökumenik. Ein besonderes Anliegen war ihm der Kontakt zu den Freikirchen in Deutschland und deren Einbindung in die ökumenischen Beziehungen.

## Veröffentlichungen (Auswahl)
- Bekenntnis, Dogma, kirchliches Lehramt. Die Lehrautorität der Kirche in heutiger evangelischer Theologie (Dissertation). Veröffentlichungen des Institutes für Europäische Geschichte Mainz. Band 64. Abteilung Abendländische Religionsgeschichte. Wiesbaden 1972.
- mit Gerhard Boß: Zum Thema „Martin Luther“. Reihe: Handreichung für Erwachsenenbildung, Religionsunterricht und Seelsorge. 2. Aufl. Paderborn 1983. ISBN 978-3-87088-330-0.
- mit Aloys Klein und Georg Hintzen: Zum Thema „Lehrverurteilungen – kirchentrennend?“ Eine katholische Lesehilfe. Reihe: Handreichung für Erwachsenenbildung, Religionsunterricht und Seelsorge. Paderborn 1988. ISBN 978-3-87088-554-0.
- Handbuch der Ökumenik. (Herausgeber) 4 Bände. Paderborn 1985–1987. ISBN 978-3-87088-453-6.
- mit Wolfgang Wieland: Zum Thema „Was ist evangelisch, was katholisch?“ Reihe: Handreichung für Erwachsenenbildung, Religionsunterricht und Seelsorge. 2. Aufl. Paderborn 1990. ISBN 978-3-87088-386-7.
- „Damit die Welt glaube.“ Der ökumenische Prozeß im Dienst des christlichen Zeugnisses. Gesammelte Beiträge. Festschrift zum 60. Geburtstag. Paderborn 2000. ISBN 978-3-89710-153-1.